# Sami d'Akkala

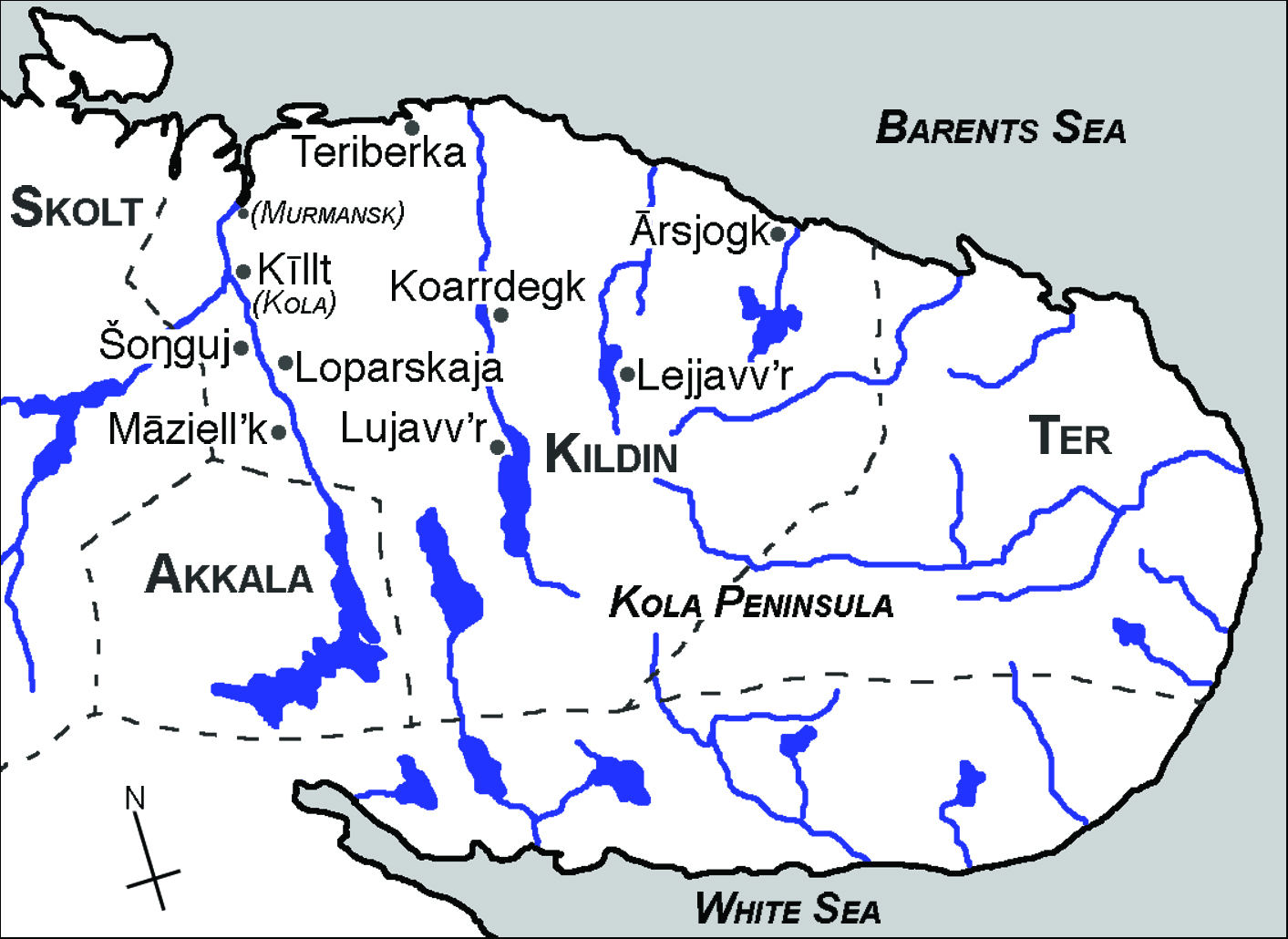
Mapa de la península de Kola.

El sami akkala és una llengua sami extinta. Va ser parlat a les viles sami d'A'kkel i Ču'kksuâl, a l'interior de la Península de Kola a Rusia.
Al principi es va creure erròniament que el sami akkala era un dialecte del sami kildin, però, es va reconèixer que era una llengua sami independent més relacionada amb el seu veí occidental el sami skolt. L'accala sami és la llengua sami oriental més amenaçada. L'última parlant coneguda d'aquest idioma va ser Marja Sergina, morta el 29 de desembre de 2003. Tanmateix, a partir del 2011 hi havia almenys dues persones, ambdues de 70 anys, amb cert coneixement d'Akkala Sámi. [5] Els restants ètnics Akkala Sámi viuen al poble de Yona.
Tot i que hi ha una descripció de la fonologia i morfologia de l'Akkala Sámi, alguns textos publicats i enregistraments d'àudio arxivats, la llengua Akkala Sami continua sent una de les llengües sami més poc documentades. Un dels pocs articles en aquesta llengua són els capítols 23-28 de l’Evangeli de Mateu publicat el 1897. Va ser traduït per A. Genetz i imprès a costa de la British and Foreign Bible Society.

## Morfologia
La següent visió general es basa en el volum de Pekka (Pyotr) M. Zaykov. La transcripció fonètica uràlica de Zaykov es conserva aquí. El punt volat ˑ indica la palatalització de la consonant anterior, analitzada per Zaykov com a pronunciació semisoft.
Substantiu
Akkala Sámi té vuit casos, singulars i plurals: nominatiu, genitiu-acusatiu, partitiu, datiu-ilatiu, locatiu, essiu, comitatiu i abessiu. El cas i el número s’expressen mitjançant una combinació de desinències i gradació de consonants:
- Nominatiu: no hi ha marcador al singular, grau feble al plural.
- Genitiu-acusatiu: grau feble en singular, grau feble + -i en plural.
- Partitiu: aquest cas només existeix en singular i té la terminació -tti͔.
- Datiu-il·latiu: grau fort + -a, -a͕ o -ɛ en singular, grau feble + -i en plural.
- Locatiu: grau feble + -st, -śtˑ al singular, grau feble + -nˑ al plural.
- Essencial: aquest cas només existeix en singular: grau fort + -nˑ.
- Comitatiu: grau feble + -nˑ en singular, grau fort + -guim, -vuim o -vi̮i̭m en plural.
- Abessiu: grau feble + -ta en singular.

Pronom
La taula següent mostra la declinació dels pronoms personals monn ‘jo’ i mij ‘nosaltres’. Els pronoms tonn ‘tu (sg.)’ I sonn ‘(s) he’ es declinen com monn, els pronoms tij ‘tu (pl.)’ I sij ‘ells’ es declinen com mij.
|                     | Singular | Plural    |
| ------------------- | -------- | --------- |
| Nominative          | monn     | mij       |
| Genitive-Accusative | mū       | mii̭ji     |
| Essive              | munˑ     | ---       |
| Dative-illative     | munˑnˑa͔  | mii̭ji     |
| Locative            | muśtˑ    | miśtˑ     |
| Comitative          | muinˑ    | mii̭jivuim |
| Abessive            | muta     | mii̭ta     |

Els pronoms interrogatius mī "què?" I tˑī, kī "qui?" Es declinen de la següent manera:
|                     | mī ‘what?’ | tˑī, kī ‘who?’ |
| ------------------- | ---------- | -------------- |
| Nominative          | mī         | tˑī, kī        |
| Genitive-Accusative | mi̮n        | t́an, ḱan       |
| Dative-illative     | mi̮z        | koz            |
| Locative            | mi̮st       | kośtˑ          |
| Comitative          | mi̮i̭nˑ      | ḱainˑ          |
| Abessive            | mi̮nta      | ḱanta          |

El demostratiu proximal tˑa͕t 'això' i el demostratiu medial ti̮t 'that' es declinen de la següent manera:
|                     | Singular | Plural   | Singular | Plural  |
| ------------------- | -------- | -------- | -------- | ------- |
| Nominative          | tˑa͕t     | tˑa͕k     | ti̮t      | ti̮k     |
| Genitive-Accusative | tˑa͕nˑ    | tˑa͕i     | ti̮n      | ti̮i̭     |
| Essive              | tˑa͕inˑ   | ---      | ti̮i̭nˑ    | ---     |
| Dative-illative     | tˑa͕z     | tˑai(t)  | ti̮k, ti̮z | ti̮i̭(t)  |
| Locative            | tˑa͕śtˑ   | tˑa͕in    | ti̮śtˑ    | ti̮i̼(n)  |
| Comitative          | tˑa͕inˑ   | tˑa͕ivuim | ti̮i̭nˑ    | ti̮i̭vuim |
| Abessive            | tˑa͕ta    | tˑa͕ita   | ti̮ta     | ti̮i̭ta   |

Verb
Els verbs Akkala Sámi tenen tres persones i dos nombres, singular i plural. Hi ha tres estats d’ànim: indicatiu, imperatiu i condicional; l’ànim potencial ha desaparegut. A continuació, el paradigma dels verbs va͕n̄ˑće ‘caminar’ i korrɛ ‘teixir’ es dona en temps present i imperfet:
|      | Present     | Imperfect | Present    | Imperfect |
| ---- | ----------- | --------- | ---------- | --------- |
| 1sg. | vā͕nʒam      | va͕n̄ˑcim   | kōram      | korri͔m    |
| 2sg. | va͕nʒak      | vā͕nˑcik   | kōrak      | korri͔k    |
| 3sg. | va͕n̄ˑc       | vānˑʒi    | korr       | kōri͔      |
| 1pl. | va͕n̄ˑćepˑ    | vānˑʒim   | korrɛpˑ    | kōri͔m     |
| 2pl. | va͕nˑćepˑpˑe | vānˑʒitˑ  | korrɛpˑpˑe | kōri͔tˑ    |
| 3pl. | vā͕nˑʒatˑ    | van̄ˑciš   | kōratˑ     | korri͔š    |

El verb ĺiije ‘ser’ es conjuga de la següent manera:
|      | Present | Imperfect |
| ---- | ------- | --------- |
| 1sg. | ĺam     | ĺii̭jim    |
| 2sg. | ĺak     | ĺiijik    |
| 3sg. | ĺie     | ĺai       |
| 1pl. | ĺepˑ    | ĺījim     |
| 2pl. | ĺepˑpˑe | ĺījitˑ    |
| 3pl. | ĺetˑ    | ĺii̭jiš    |

Els temps composts com ara perfecte i pluperfect es formen amb el verb ĺii̭je en present o imperfet com a auxiliar i el participi del verb principal. Alguns exemples són ĺam tĭĕhtmi̮nč "he sabut" de tĭĕhttɛ "saber" i ĺai tui̭jāma "(s) que havia fet" de tui̭je "fer".
L'estat condicional té el marcador -č, que s’afegeix al grau feble de la tija: kuarčim ‘jo cosiria’, vizzčik ‘tu (sg.) Es cansaria’.
Com en altres llengües sami, Akkala sami fa ús d’un verb negatiu que conjuga segons la persona i el nombre, mentre que el verb principal es manté inalterat. La conjugació del verb negatiu es mostra aquí juntament amb el verb aĺ̄ḱe ‘començar’:
| 1sg. | jim aĺg     |
| 2sg. | jik aĺg     |
| 3sg. | ij aĺg      |
| 1pl. | jepˑ aĺg    |
| 2pl. | jepˑpˑe aĺg |
| 3pl. | jetˑ aĺg    |

La tercera persona del singular i del plural del verb ĺii̭je ‘ser’ té formes contractades especials ɛĺĺa i jāĺa.